# ゼンレスゾーンゼロ
『ゼンレスゾーンゼロ』（Zenless Zone Zero、簡体字: 绝区零; 拼音: Jué qū líng）は、miHoYoによって開発・配信されているアクションRPG。対応プラットフォームはiOS・iPadOS・Vision Pro・Android・Microsoft Windows・PlayStation 5。2024年7月4日にサービス開始し、その後、Xbox Series X/S版ではシーズン2（Ver.2.0）に2025年6月6日がサービス開始した。基本プレイ無料（アイテム課金制）。

## ゲーム内容
本ゲームは都市ファンタジー世界観によるアクションRPG。戦闘パートでは最大3体のキャラクター（ゲーム内ではエージェントと呼ばれる）を出撃させることができる。比較的シンプルな操作性であり、主に通常攻撃、回避、（強化）特殊スキル、終結スキル、キャラクター交代の5つのコマンドを使って敵と戦う。各キャラクターは、強化特殊スキルや終結スキルの発動に必要なポイントを個別に蓄積し、攻撃や時間経過などで回復できる。さらに、持続的に敵を攻撃することで敵をブレイクさせることができ、その状態の敵に特殊スキル等を命中させると、キャラクターを切り替えて強力な攻撃を行うことができる。また、敵に攻撃されそうになった瞬間に回避行動を取ったりキャラクターを切り替えたりすると、スローモーションになったり敵の攻撃を受け止めて反撃したりすることができる。
戦闘とは別に「TVアレイ」というモードもあり、ブラウン管テレビを模したマス目をプレイヤーが移動して探索を行う。各マスにイベントが設定されており、敵と遭遇した際には戦闘に突入したり、その他様々なギミックなどが盛り込まれている。このモードはメインストーリーの中でも用いられていたが、その断続的なプレイ体験などがリリース当初から賛否両論だった。開発チームも問題を認識しており、その後のv1.1以降のメインストーリーではほとんど用いられなくなった。しかしTVアレイは他のゲームとの重要な差別化要素であり、今後も改善を重ねつつゲーム内に取り入れていくとしている。

## 設定
舞台は新エリー都（しんエリーと）と呼ばれる現代的な都市である。この世界の文明はホロウと呼ばれる、すべてを飲み込む異常な空間によって崩壊した。ホロウ内では、エーテルという物質に適応していない体質の人間はそれに侵蝕され、エーテリアスと呼ばれる異形の怪物に変化する。そんな中、最後の文明都市といわれる新エリー都は、ホロウによる災害に対抗して技術を発展させ、ホロウ内で採れるエーテルを資源にして繁栄している。
主人公である兄妹・アキラとリンは新エリー都の六分街（ろくぶんがい）に住んでおり、表向きにはレンタルビデオショップを経営している。しかし裏ではそれと同時にプロキシと呼ばれる、危険なホロウに入る人々を遠隔でサポートするガイドの仕事も行っている。プロキシはこの世界の公的機関によって認められたものではなく、アングラな立ち位置の身分である。主人公たちは特殊な装置を用い、ボンプと呼ばれる小型ロボットと感覚を同期してホロウに潜入させ、エージェントたちの案内を行う。

## 登場人物
「※」は期間限定のS級エージェントのもの。Ver. 1.2以降に街中で主人公の切り替えやエージェントキャラクター達を操作可能になるが、「☆」マークが付いている項目はストーリーの影響により選ばれた主人公が固定され、変更することができない。

### Random Play（主人公の自宅）
| 名前   | 名前  | 声             | 説明 |
| 日本語 | 英語  | 声             | 説明 |
| ------ | ----- | -------------- | --- |
| アキラ | Wise  | 阿部敦         | 男性主人公のプロキシで、リンの兄。一人称は「僕」。クールで優しい性格。                                   |
| リン   | Belle | 千本木彩花     | 女性主人公のプロキシで、アキラの妹。兄・アキラの呼び方は「お兄ちゃん」。一人称は「私」。明るい性格。     |
| イアス | Eous  | （主人公担当） | 主人公の相棒であるボンプ、ハンカチ番号01。ゲーム内の「探索任務」においてプレイヤーが操作する事ができる。 |
| Fairy  | Fairy | 不明           | 主人公の「助手1号」を自称する高性能AI。ホロウ内のルート探索などで主人公を補助する。                      |

### エージェント（シーズン１）
| 名前                                        | 名前                          | 声         | 誕生日   | 攻撃タイプ | 属性       | 特性      | ランク   | 陣営                 |
| 日本語                                      | 英語                          | 声         | 誕生日   | 攻撃タイプ | 属性       | 特性      | ランク   | 陣営                 |
| ------------------------------------------- | ----------------------------- | ---------- | -------- | ---------- | ---------- | --------- | -------- | -------------------- |
| アンビー・デマラ ０号・アンビー             | Anby Demara Soldier 0 Anby    | 種崎敦美   | 2月20日  | 斬撃       | 電気       | 撃破 強攻 | A級 S級※ | 邪兎屋 シルバー小隊  |
| ニコ・デマラ                                | Nicole Demara                 | 芹澤優     | 11月11日 | 打撃       | エーテル   | 支援      | A級      | 邪兎屋               |
| ビリー・キッド                              | Billy the Kid                 | 林勇       | 11月25日 | 刺突       | 物理       | 強攻      | A級      | 邪兎屋               |
| 猫宮 又奈 ＜猫又＞                          | Nekomiya Mana (Nekomata)      | 原紗友里   | 7月30日  | 斬撃       | 物理       | 強攻      | S級      | 邪兎屋               |
| カリン・ウィクス                            | Corin Wickes                  | 五十嵐裕美 | 6月2日   | 斬撃       | 物理       | 強攻      | A級      | ヴィクトリア家政     |
| フォン・ライカン                            | Von Lycaon                    | 小林親弘   | 10月4日  | 打撃       | 氷         | 撃破      | S級      | ヴィクトリア家政     |
| アレクサンドリナ・セバスチャン ＜リナ＞     | Alexandrina Sebastiane (Rina) | 新井里美   | 9月23日  | 打撃       | 電気       | 支援      | S級      | ヴィクトリア家政     |
| エレン・ジョー                              | Ellen Joe                     | 若山詩音   | 1月4日   | 斬撃       | 氷         | 強攻      | S級※     | ヴィクトリア家政     |
| クレタ・ベロボーグ                          | Koleda Belobog                | 井口裕香   | 8月10日  | 打撃       | 炎         | 撃破      | S級      | 白祇重工             |
| アンドー・イワノフ                          | Anton Ivanov                  | 神尾晋一郎 | 5月2日   | 刺突       | 電気       | 強攻      | A級      | 白祇重工             |
| ベン・ビガー                                | Ben Bigger                    | 浜田賢二   | 12月23日 | 打撃       | 炎         | 防護      | A級      | 白祇重工             |
| グレース・ハワード                          | Grace Howard                  | 白石晴香   | 4月14日  | 刺突       | 電気       | 異常      | S級      | 白祇重工             |
| 朱鳶                                        | Zhu Yuan                      | 井上麻里奈 | 9月1日   | 刺突       | エーテル   | 強攻      | S級※     | 特務捜査班           |
| 青衣                                        | Qingyi                        | 阿保まりあ | 1月1日   | 打撃       | 電気       | 撃破      | S級※     | 特務捜査班           |
| ジェーン・ドゥ                              | Jane Doe                      | 嶋村侑     | 2月16日  | 斬撃       | 物理       | 異常      | S級※     | 特務捜査班           |
| セス・ローウェル                            | Seth Lowell                   | 高梨謙吾   | 4月8日   | 打撃       | 電気       | 防護      | A級      | 特務捜査班           |
| 月城 柳                                     | Tsukishiro Yanagi             | 名塚佳織   | 9月21日  | 斬撃       | 電気       | 異常      | S級※     | 対ホロウ6課          |
| 蒼角                                        | Soukaku                       | Machico    | 1月23日  | 斬撃       | 氷         | 支援      | A級      | 対ホロウ6課          |
| 星見 雅                                     | Hoshimi Miyabi                | 小清水亜美 | 6月19日  | 斬撃       | 霜烈（氷） | 異常      | S級※     | 対ホロウ6課          |
| 浅羽 悠真                                   | Asaba Harumasa                | 柿原徹也   | 7月19日  | 刺突       | 電気       | 強攻      | S級※     | 対ホロウ6課          |
| パイパー・ウィール                          | Piper Wheel                   | 石見舞菜香 | 10月21日 | 斬撃       | 物理       | 異常      | A級      | カリュドーンの子     |
| キング・シーザー                            | Caesar King                   | 佐藤利奈   | 3月16日  | 斬撃       | 物理       | 防護      | S級※     | カリュドーンの子     |
| ルシアーナ・デ・モンテフィーノ ＜ルーシー＞ | Luciana de Montefio (Lucy)    | 朝井彩加   | 8月14日  | 打撃       | 炎         | 支援      | A級      | カリュドーンの子     |
| プルクラ・フェリーニ                        | Pulchra Fellini               | 藤原夏海   | 6月18日  | 斬撃       | 物理       | 撃破      | A級      | カリュドーンの子     |
| バーニス・ホワイト                          | Burnice White                 | 高橋花林   | 5月23日  | 打撃       | 炎         | 異常      | S級※     | カリュドーンの子     |
| ライト                                      | Lighter                       | 高橋広樹   | 12月27日 | 打撃       | 炎         | 撃破      | S級※     | カリュドーンの子     |
| アストラ・ヤオ                              | Astra Yao                     | 遠藤綾     | 1月31日  | 打撃       | エーテル   | 支援      | S級※     | スターズ・オブ・リラ |
| イヴリン・シェヴァリエ                      | Evelyn Chevalier              | 日笠陽子   | 10月7日  | 打撃       | 炎         | 強攻      | S級※     | スターズ・オブ・リラ |
| 「11号」                                    | Soldier 11                    | 藤井ゆきよ | 3月21日  | 斬撃       | 炎         | 強攻      | S級      | オボルス小隊         |
| 「トリガー」                                | Trigger                       | 南條愛乃   | 4月21日  | 打撃       | 電気       | 撃破      | S級※     | オボルス小隊         |
| ビビアン・バンシー                          | Vivian Banshee                | 水野朔     | 4月10日  | 斬撃       | エーテル   | 異常      | S級※     | モッキンバード       |
| ヒューゴ・ヴラド                            | Hugo Vlad                     | 福山潤     | 8月20日  | 斬撃       | 氷         | 強攻      | S級※     | モッキンバード       |

### エージェント（シーズン２）
| 名前                     | 名前             | 声         | 誕生日  | 攻撃タイプ | 属性             | 特性 | ランク | 陣営   |
| 日本語                   | 英語             | 声         | 誕生日  | 攻撃タイプ | 属性             | 特性 | ランク | 陣営   |
| ------------------------ | ---------------- | ---------- | ------- | ---------- | ---------------- | ---- | ------ | ------ |
| 儀玄                     | Yixuan           | 能登麻美子 | 12月3日 | 打撃       | 玄墨（エーテル） | 命破 | S級※   | 雲嶽山 |
| 潘引壺                   | Pan Yinhu        | 竹内良太   | 5月10日 | 打撃       | 物理             | 防護 | A級    | 雲嶽山 |
| 橘福福                   | Ju Fufu          | 諏訪彩花   | 1月6日  | 斬撃       | 炎               | 撃破 | S級※   | 雲嶽山 |
| 浮波柚葉                 | Ukinami Yuzuha   | 長谷川育美 | 11月2日 | 打撃       | 物理             | 支援 | S級※   | 怪啖屋 |
| アリス・タイムフィールド | Alice Thymefield | 田中美海   | 8月30日 | 打撃       | 物理             | 異常 | S級※   | 怪啖屋 |

## 開発
開発チームはゼンレスゾーンゼロが影響を受けた作品としてペルソナ5やデジモンワールド、ストリートファイターを挙げている。一例として、戦闘中のキャラクターのアニメーションはストリートファイター、ゲーム内時間システム実装はデジモンワールドの影響を受けている。開発チームはまた、ゼンレスゾーンゼロが唯一無二のゲームスタイルを持つよう最善を尽くしたとも強調している。
ゼンレスゾーンゼロのキャラクターは所属する陣営に基づき異なるデザインになっている。例えば、ヴィクトリア家政はヴィクトリア朝の執事とメイド、そしてホラー映画用語をベースにデザインされている。キャラクターの開発に関しては量より質に重きを置いている。
原神や崩壊：スターレイルなどmiHoYoの既存タイトルとは違い、ゼンレスゾーンゼロはプレイアブルキャラクターがバラエティに富んでいる点で方向性が異なっている。例として、グリズリーベアーのベン・ビガーや青鬼の蒼角、アンドロイドのビリー・ザ・キッドなどがいる。企画段階ではこのようないわゆる亜人、人外キャラは実装予定がなかったが、それらのキャラクターがとても興味深く面白いものであることがわかったためゲームに組み込むことになったという。
また、プロデューサーの李振宇によると、前述の既存タイトルの主人公たちと異なり、主人公のアキラとリンはそれぞれが独立した役割を持っている。

## 制作
本作はゲーム制作の中心メンバーになったことのない若手たちを中心にスタートした。最初は10人程度の規模だったが、第2回クローズドβテスト（CBT）より前の時点では300人を超えている。
本作の立ち位置は開発チームにとって最大の試練であり、世界観の練り直しや遊び方の試行錯誤、加えて意見のぶつかり合いも何度か起こり、第1回CBTでゲームプレイヤーから期待を得ることに成功した。
なお、世界観は『崩壊』シリーズや『原神』といった既存作品とは独立している。新しくゲームを開発するにあたり、これらのゲーム作品に影響が入った要素を入れてしまうと、結局は似たようなゲームになってしまうという結論に至り、前述の開発スタッフも含めて新しいアクションゲームとして立ち上げていきたいという理由があった。。